# Gustavia poeppigiana
Gustavia poeppigiana là một loài thực vật có hoa trong họ Lecythidaceae. Loài này được O.Berg mô tả khoa học đầu tiên năm 1858.